# 科茲羅夫宮

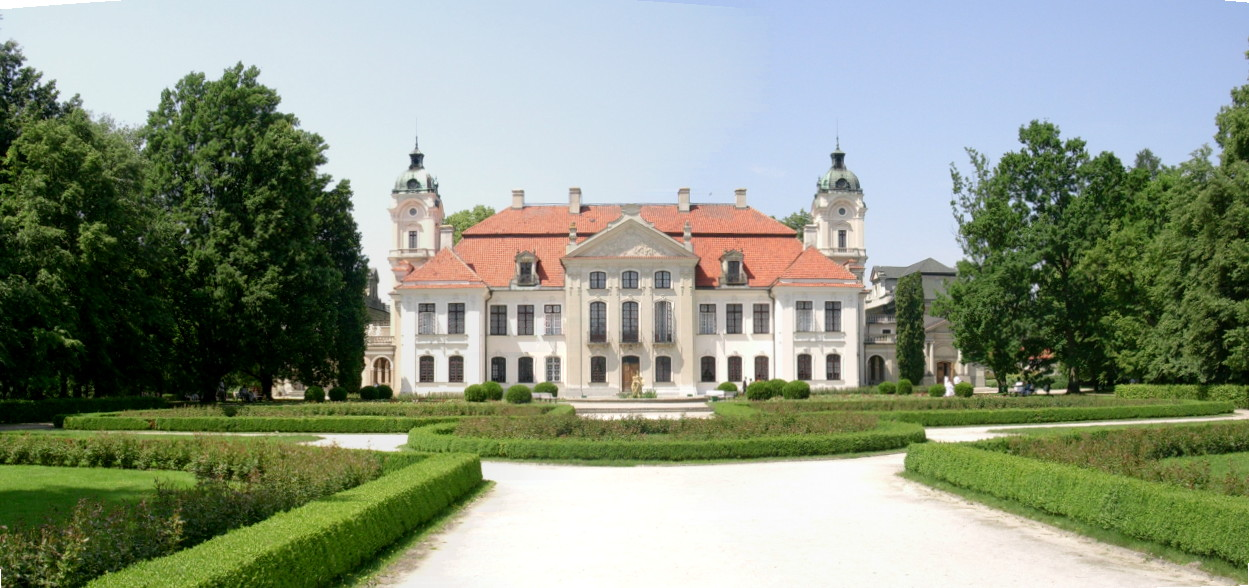
科茲羅夫宮

科茲羅夫宮（Kozłówka Palace）是位於波蘭東部盧布林省科茲羅夫的大型洛可可建築及新古典主義建築群。自2007年5月16日開始，波蘭政府將這座建築列入國家歷史紀念建築。科茲羅夫宮始建於18世紀初期。現在這裡是一座博物館。

## 外部連結
- Muzeum Zamoyskich w Kozłówce （页面存档备份，存于）

51°27′34.59″N 22°29′21.92″E / 51.4596083°N 22.4894222°E